# Gregg Rolie
Gregg Alan Rolie (17 de junio de 1947, Seattle, Washington, Estados Unidos) es un compositor, tecladista y cantante estadounidense. Fue vocalista en las bandas Santana, Journey y Abraxas Pool – de las cuales fue cofundador. También formó su propia agrupación, llamada Gregg Rolie Band. Rolie fue presentado en el Salón de la Fama del Rock and Roll en 1998, como miembro de Santana.

## Discografía

### Solista
(Gregg Rolie Band)
- Gregg Rolie – 1985
- Gringo – 1987
- Rough Tracks – 1997
- Roots – 2001
- Rain Dance (Live) – 2007
- Five Days EP – 2011

### Santana
- Santana – 1969
- Abraxas – 1970
- Santana III – 1971
- Caravanserai – 1972
- Shangó- 1982
- Freedom – 1987
- Santana IV - 2016

### Journey
- Journey – 1975
- Look into the Future – 1976
- Next – 1977
- Infinity – 1978
- Evolution – 1979
- Departure – 1980
- Dream, After Dream – 1980
- Captured – 1981

### The Storm
- The Storm – 1991
- Eye of the Storm – 1995

### Abraxas Pool
- Abraxas Pool – 1997